# Kildonan—St. Paul
Circonscription électorale fédérale du Canada
Kildonan—St. Paul est une circonscription électorale fédérale canadienne dans la province du Manitoba. Elle comprend la partie à la limite nord de la ville de Winnipeg, ainsi que les municipalités rurales d'East St. Paul et West St. Paul.
Sa population est de 77 131 dont 61 774 électeurs sur une superficie de 178 km2. Les circonscriptions limitrophes sont Winnipeg-Nord, Elmwood—Transcona, Provencher et Selkirk—Interlake.

## Historique
La circonscription de Kildonan—St. Paul est créée en 2003 avec des parties de Winnipeg-Nord—St. Paul, Winnipeg-Nord-Centre et Winnipeg—Transcona.
| Législature                                                                                   | Années        | Député | Député           | Parti        |
| --------------------------------------------------------------------------------------------- | ------------- | ------ | ---------------- | ------------ |
| Kildonan—St. Paul issue de Winnipeg-Nord—St. Paul, Winnipeg-Nord-Centre et Winnipeg—Transcona |               |        |                  |              |
| 38e                                                                                           | 2004–2006     |        | Joy Smith        | Conservateur |
| 39e                                                                                           | 2006–2008     |        | Joy Smith        | Conservateur |
| 40e                                                                                           | 2008–2011     |        | Joy Smith        | Conservateur |
| 41e                                                                                           | 2011–2015     |        | Joy Smith        | Conservateur |
| 42e                                                                                           | 2015–2019     |        | MaryAnn Mihychuk | Libéral      |
| 43e                                                                                           | 2019–2021     |        | Raquel Dancho    | Conservateur |
| 44e                                                                                           | 2021–2025     |        | Raquel Dancho    | Conservateur |
| 45e                                                                                           | 2025–en cours |        | Raquel Dancho    | Conservateur |

## Résultats électoraux
Modèle:Élection générale canadienne de 2025 — Kildonan—St. Paul
|       | Candidat              | Parti             | # de voix | % des voix |
|       | Jim Bell              | Conservateur      | +17 478,  | 39,84 %    |
|       | MaryAnn Mihychuk      | Libéral           | +18 717,  | 42,66 %    |
|       | Suzanne Hrynyk        | NPD               | +06 270,  | 14,29 %    |
|       | Steven Stairs         | Vert              | +00783,   | 1,78 %     |
|       | David Reimer          | Héritage chrétien | +00485,   | 1,11 %     |
|       | Eduard Walter Hiebert | Indépendant       | +00142,   | 0,32 %     |
| Total | Total                 | Total             | 43 875    | 100 %      |

|       | Candidat            | Parti        | # de voix | % des voix |
|       | (x) Joy Smith       | Conservateur | +22 670,  | 58,16 %    |
|       | Victor Andres       | Libéral      | +03 199,  | 8,21 %     |
|       | Rachelle Devine     | NPD          | +11 727,  | 30,09 %    |
|       | Alon David Weinberg | Vert         | +01 020,  | 2,62 %     |
|       | Eduard Hiebert      | Indépendant  | +00145,   | 0,37 %     |
|       | Brett Ryall         | Indépendant  | +00218,   | 0,56 %     |
| Total | Total               | Total        | 38 979    | 100 %      |

|       | Candidat       | Parti        | # de voix | % des voix |
|       | Joy Smith      | Conservateur | +19 750,  | 53,41 %    |
|       | Lesley Hughes  | Libéral      | +03 009,  | 8,14 %     |
|       | Ross Eadie     | NPD          | +12 093,  | 32,7 %     |
|       | Kevan Bowkett  | Vert         | +01 679,  | 4,54 %     |
|       | Jordan Loewen  | Héritage     | +00233,   | 0,63 %     |
|       | Eduard Hiebert | Indépendant  | +00214,   | 0,58 %     |
| Total | Total          | Total        | 36 978    | 100 %      |